# Bachtor
Das Bachtor (Kölsch: die Bachpooz) wurde um 1230 im Südwesten der Stadt Köln am Ende der Straße Am Weidenbach in den dort verlaufenden Kartäuserwall eingebaut, der im Dezember 1883 mit Entstehung der Neustadt zwischen Waisenhausgasse und Weyerstraße nach der nahen Stiftskirche St. Pantaleon in Pantaleonswall umbenannt wurde. Das Bauwerk war eines der zwölf großen, im Zuge der letzten mittelalterlichen Stadterweiterung entstandenen Toranlagen in der neuen Schutz- und Ringmauer der Stadt. Der 1241 erstmals erwähnte Torbau diente seit 1730 als Windmühle und wurde 1883 niedergelegt.

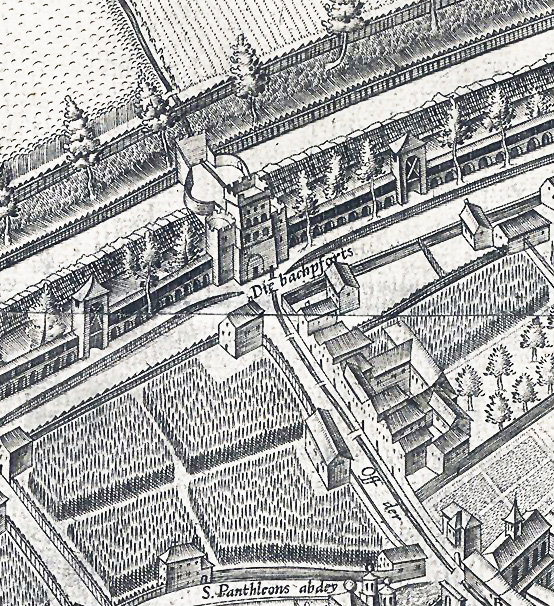
Bachpforte mit Türdurchlass und durchfließender Duffesbach auf dem Mercatorplan von 1571

## Umfeld und Namensherkunft
Die neue Stadtmauer schloss in diesem Abschnitt die Stiftsimmunität der Abtei St. Pantaleon, sowie die sie umgebenden Häuser der „villa s. pantaleonis“ ein. Das Bachtor war nun der feldseitige Zu- und Ausgang des einbezogenen Gebietes der „villa“, die südöstlich an die Bezirke Oversburg und St. Severin und nordöstlich an die Bezirke St. Aposteln und St. Peter grenzte.
Das Tor lag am Ende der an der Griechenpforte beginnenden Straße „Off der weschbach“, die später den Namen „Am Weidenbach“ erhielt. Namensgeber war der aus dem Vorgebirge heran fließende und dort in die Stadt eintretende Hürther- oder Duffesbach, der schon der alten Bachpforte seinen Namen gegeben hatte.

### Lokaler Verkehrsweg
In seiner Funktion als Ein- und Ausgang der befestigten Stadt übernahm das neue Tor die Aufgaben der nach der zweiten Stadterweiterung entstandenen und nun obsolet gewordenen alten Bachpforte, die dann 1300 als Torhaus dem dieser Pforte anliegendem Kloster der „Weißen Frauen“ zur Nutzung überlassen wurde.
Das seinerzeit als „die bachpforts“ in damaligem Deutsch bezeichnete neue Tor führte jedoch nicht auf eine der großen Ausfallstraßen der Stadt, wie es bei dem ihm nordwestlich benachbarten Weyertor der Fall war, sondern diente wie das sich im Südwesten anschließende Pantaleonstor als lokaler Ein- und Ausgang, der bereits 1538 vermauert wurde. Da auch das benachbarte Pantaleonstor zwischen 1528 und 1842 bis auf eine kleine Tür um 1538 vermauert wurde (geschlossen bis zur Öffnung für die Rheinische Eisenbahn), verdeutlicht eine geringe Frequentierung und lässt auf ein minimales Verkehrsaufkommen in diesem Stadtbereich schließen.

## Geschichte
Die mühsam errungene Eigenständigkeit der Bürgerschaft hatte zur Erhebung vielfältiger kommunaler Akzisen geführt, welche wie in allen altstädtischen Bezirken, dann auch in den neu hinzugekommenen erhoben wurden. Das so gesteigerte Einkommen der Stadt hatte die finanziellen Voraussetzungen geschaffen, dass das groß dimensionierte Bauprojekt eines neuen Ringwalles mit Mauern, Wachtürmen und Toren zu realisieren war.

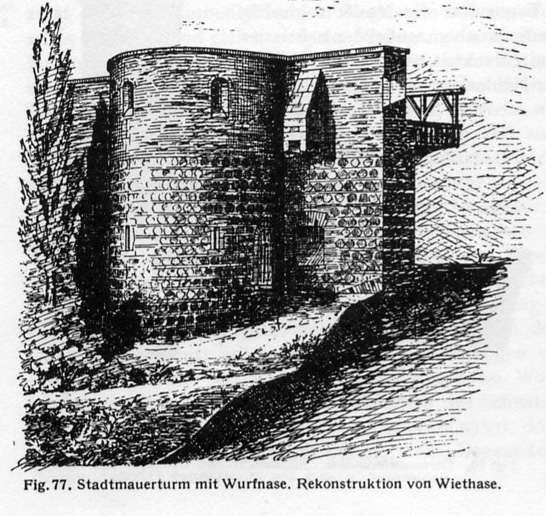
Stadtmauerturm mit „Wurfnase“, Rekonstruktion Heinrich Wiethase

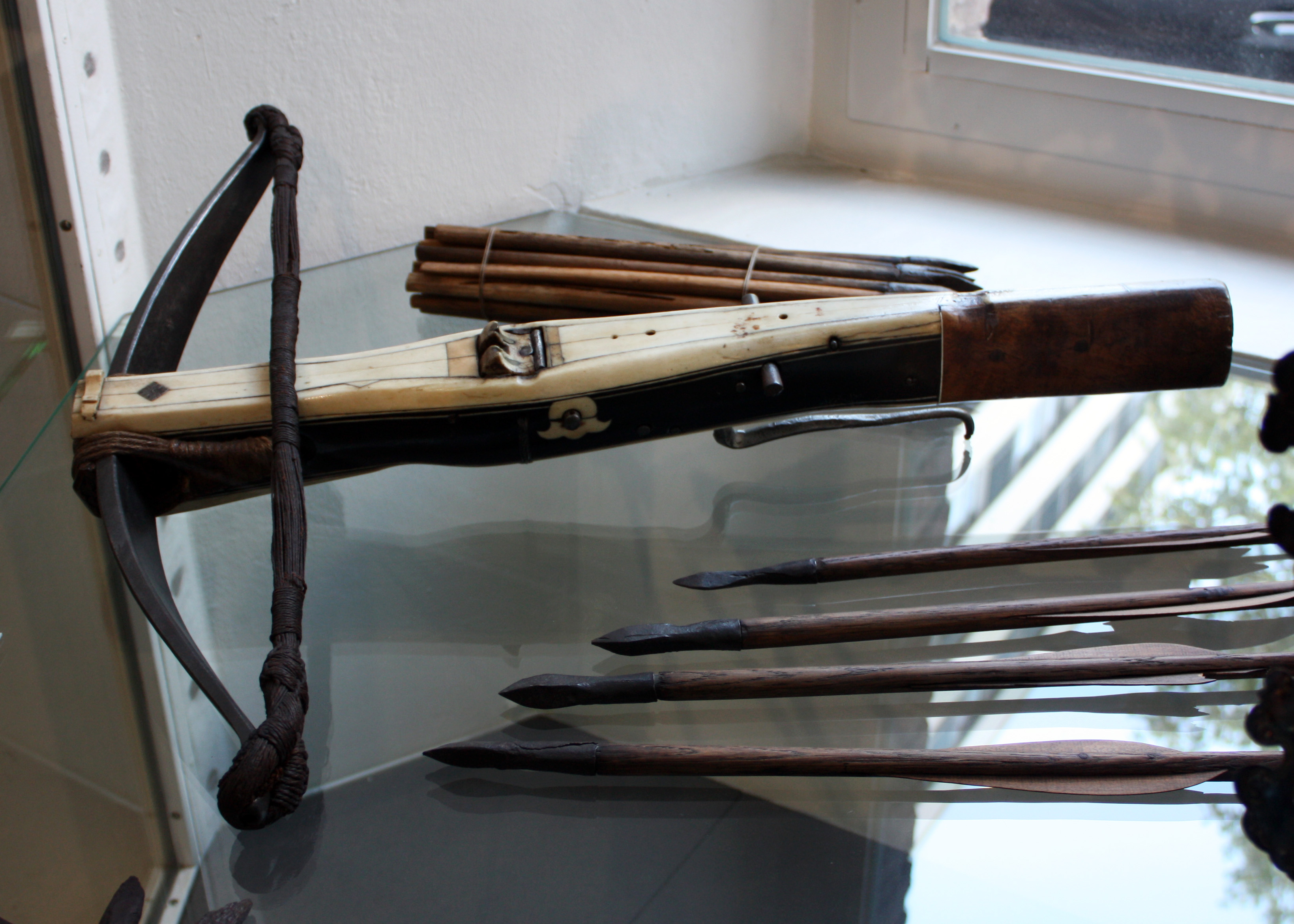
Waffe Kölner Turmschützen

### Befestigung und Verteidigung
Die Bewohner der Vorstädte erhielten mit der Einbeziehung ihrer Viertel in die Stadt einen anderen Status. Sie besaßen fortan das Bürgerrecht, waren nun aber auch der allgemeinen Steuer- und Wehrpflicht im Verteidigungsfall, sowie der Wachpflicht unterworfen und hatten für diese Zwecke aus ihren Reihen entsprechendes Personal zu rekrutieren. Der Bezirk, in diesem Falle St. Mauritius hatte nun für die in seinem Bereich befindlichen Mauerabschnitte und Tore, so auch für die Anlage des Bachtores, die Lasten an Mensch (Wachpersonal) und Material zu tragen.
Die Überwachung und Leitung der jeweiligen Bezirke, insbesondere des zugewiesenen Befestigungsabschnittes, oblag den zuständigen Amtleuten, ihr Haus auf dem Weidenbach erwähnte ein Ratsprotokoll aus dem Jahr 1420 und beschrieb es als „Haus gegenüber der Kaule an der Bach“, gelegen auf dem Feld von St. Pantaleon.

### Baubeschreibung

#### Mittelalter
Das Stadttor bestand aus einem fast quadratischen Mittelbau, in dem der Torbogen der kreuzgewölbten Durchfahrt eine lichte Weite von etwa 5, 50 m und eine Scheitelhöhe von rund 7,00 m erreichte. Den Bau flankierten zwei schiefwinklig gestellte Türme, deren Grundriss feldwärts zu zwei Drittel die Kreisform erreichte. Ursprünglich überragte der mit Zinnen gekrönte Mittelbau die ebenso bewehrten Seitentürme um eine Geschosshöhe. Der Zugang in die Räume des Torgebäudes gewährte ein seitlicher Treppenaufgang.

#### Neuzeit
Auch 1570/71 ist auf der Abbildung Arnold Mercators der durch das Tor eintretende Duffesbach eingezeichnet, auch die bereits 1528 bis auf einen Türdurchgang vermauerte Tordurchfahrt ist erkennbar. Die in der Vogelperspektive gefertigte Zeichnung Mercators zeigt, eingefasst von der Stadtmauer einen höheren viergeschossigen Mittelbau, der von dreigeschossigen Seitentürmen flankiert wurde. Die Toranlage besaß zu dieser Zeit einen von Mauern umschlossenen feldseitigen Vorhof, der neben einer kleinen Seitentüre seinem Hauptausgang nach Südwesten hatte. Dieser lag in einer aufragenden, mit Zinnen versehenen Mauer, der sich beidseitig Palisadenzäune anschlossen, die sich nach dem dann folgenden Stadtgraben als äußere Wehr wiederholten.
Die auch im Rheinland aufkommende Gefahr durch schwedische Züge während des Dreißigjährigen Krieges, bewog den Rat, die Stadt durch weiteren Ausbau ihrer Befestigungsanlagen abzusichern. Er wies an, die Anlagen in Form von zusätzlichen hölzernen Bollwerken zu verstärken und damit an den beiden Stromköpfen vor dem Bayen- und dem Kunibertsturm zu beginnen. Ausgeführt wurden, wie die Zeichnungen Hollars (1635) und Merians (1646) ausweisen, die Anlage neuer Bastionen vor dem Haupttorburgen, zu denen auch die Bachpforte gehörte. Als die hölzernen Zusatzanlagen schon nach zehn Jahren durch Wetterschäden verfielen, begann man zu Anfang der 1640er Jahre diese zu unterfangen und durch massive steinerne Fundamente zu ersetzen.
Kurz vor der Wende zum 18. Jahrhundert investierte die Stadt erneut erhebliche Mittel zum Ausbau der Stadtbefestigung. 1689 wurden, da die außergewöhnlich hohen Ausgaben für den Festungsbau von dem Etat der Mittwochsrentkammer nicht zu decken waren, zusätzliche 1000 Reichstaler bereitgestellt. Daraufhin wurden durch den von der Stadt beauftragten kurbrandenburgischen Ingenieur Wichbold Coens vor einigen Stadttoren neue Bastionen gebaut, zu denen auch das Bachtor gehörte.

### Nutzung als Mühle
Schon im Jahr 1717 war der Stadt durch den Mühlenmeister Matheis (Mathÿs) Groenlant vorgeschlagen worden, das Bauwerk des Bachtores in eine Turmwindmühle umzubauen. Zu seinem Antrag, dort eine Fell-, Zins-, sämisch Leder- und Lohmühle zu errichten und zu betreiben, hatte er einen Kostenvoranschlag unterbreitet. Erst 12 Jahre später kam es für den Antragsteller zu einer positiven Entscheidung, indem der Rat der Stadt Köln mit Beschluss vom 15. September 1729 den Windmühlenneubau genehmigte.

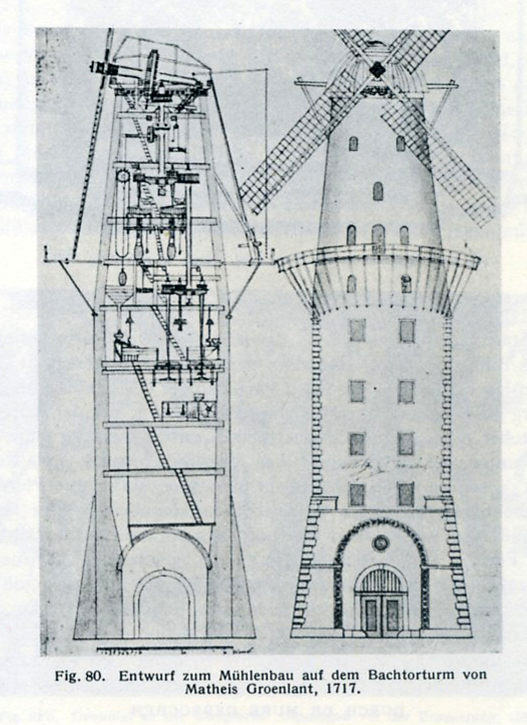
Turmentwurf 1717
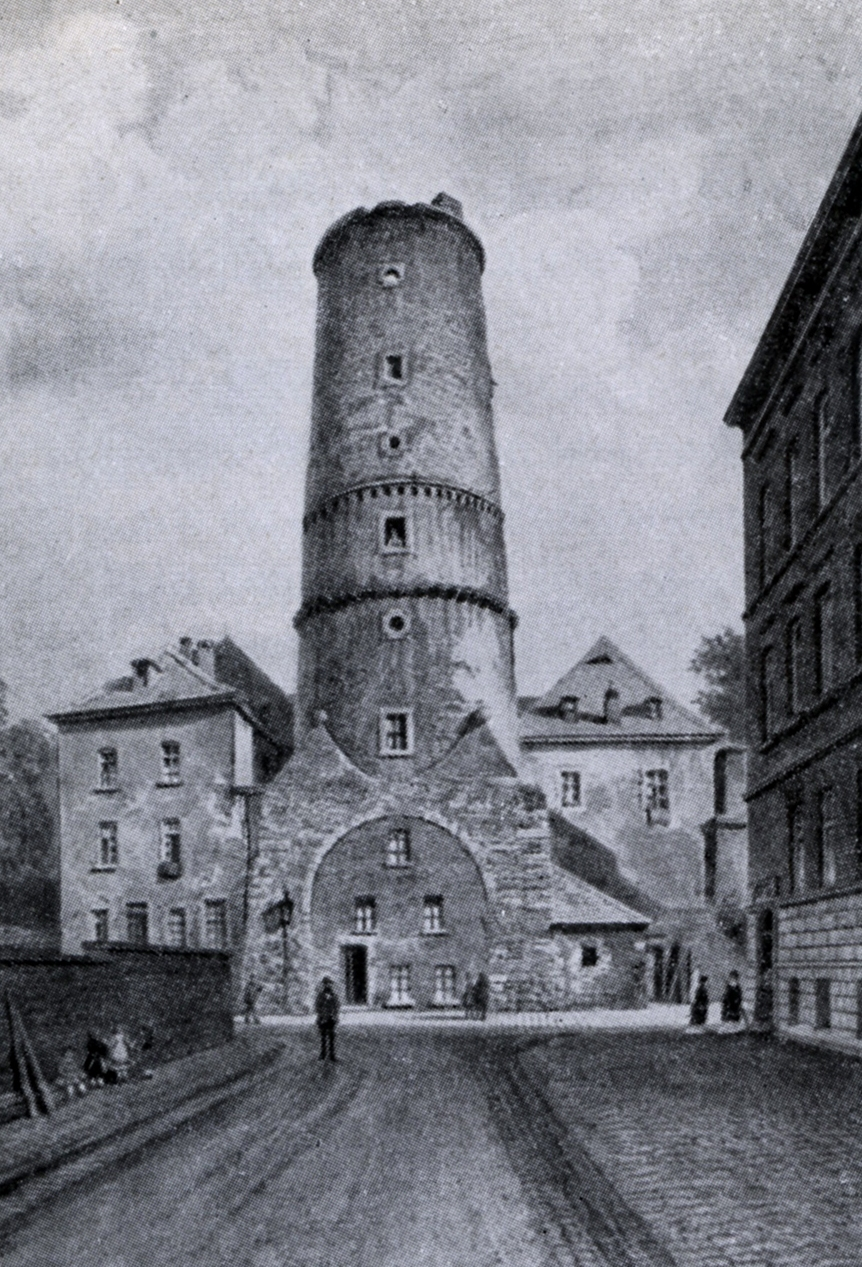
Mühlturm nach Brand um 1880

1730 wurde zur Vorbereitung des Mühlenbaus der Mittelbau der Toranlage ab dem ersten Obergeschoss oberhalb des vermauerten Portales abgetragen und die Flankentürme auf zwei Geschosse mit Bedachung reduziert. Dem verbliebenen Mittelbau wurde ein runder, sich aufwärts verjüngender Mühlenturm aus Ziegelmauerwerk aufgesetzt, der eine drehbare Kegelkappe ähnlich südfranzösischer Windmühlen trug. Unterhalb des Turmkranzgesimses war zur Stadtseite sichtbar in 65-cm-großen Ziffern aus Schmiedeeisen die Jahreszahl 1730 angebracht. Das Gesamtbauwerk erreichte nun, ausgehend vom Niveau der Straße bis zum abschließenden Gesims des Turmes, eine Höhe von 32 Metern, die Kappenhöhe betrug 39 Meter. Auf Darstellungen des 19. Jahrhunderts hatte die Mühle eine bootsförmige Kappe. Die große Windmühle besaß neun Stockwerke (Böden oder Söller, ndl. zolders): Boden eins und zwei, die untersten beiden, waren Lagerräume, in den Böden drei – sieben waren das Mahlwerk mit den Geräten zur Loheverarbeitung untergebracht, Boden acht war der Hebeboden für den Sackaufzug und Boden neun der Kappboden mit Zugang zur Kappenmechanik. Der Mühlturm wies am Fuß einen Umfang von etwa 35 m (Außendurchmesser ~ 11 m, Innendurchmesser ~ 8,5 m) auf, die Wände waren etwa einen Meter dick. In der Kappe lief die Flügelachse mit Wellkopf und hölzernem Kammrad, das im Kappboden über das Kronrad ((Oben)bunkler) die nach unten verlaufende Königswelle für die Maschinerie antrieb, sowie die beiden Spreetbalken des Krühwerkes und die Bremsvorrichtung. Die Galerie, eine 18 Meter weite Holzkonstruktion, befand sich auf Höhe des sechsten Bodens (22 m) und war mit ca. 40 langen Balken oberhalb des vierten Bodens im Mauerwerk abgestützt. Von ihr aus wurden die Gatterflügeln des Flügelkreuzes mit einem Durchmesser (Flucht) von ~24 Metern mit Segeltuch bespannt. Dort befand sich auch das Krühwerk mit Haspel und Steertnachführung zum Drehen der Flügel in den Wind. Der 4., 6. und 8. Boden hatte Rundfenster, die übrigen rechteckige. Feldseitig verlief zwischen den auf drei Stockwerke (Erdgeschoss und zwei Obergeschosse) reduzierten Flankentürmen der ehemalige Tormittelbau mit zugemauertem Portal und Walmdach mit Gauben.
Das Bauwerk, das in der Folge Neu-, Pantaleons- oder Bachmühle genannt wurde, blieb ebenso wie in französischer auch in der preußischen Zeit städtischer Besitz. Im Jahr 1832 wurde das Bauwerk zusammen mit der Bottmühle versteigert und ging für 5.500 Taler in privaten Besitz. Der Turm, der zuletzt stadtseitig eng von Wohnbauten umstandenen Anlage, brannte im Jahr 1860 völlig aus. Sie stand 1883 der Weiterführung der Straße Am Weidenbach im Wege und wurde im Juli 1883 niedergelegt. Am 27. Juli 1883 wurde bei Abbrucharbeiten der Mühle ein städtisches Hauptgasrohr zerstört.